# Zond 7
Zond 7, một thành viên chính thức của chương trình Zond của Liên Xô và phiên bản không người lái của tàu vũ trụ lên Mặt Trăng Soyuz 7K-L1, lần đầu tiên thử nghiệm thành công L1, được phóng lên Mặt Trăng từ phi thuyền mẹ (69-067B). nghiên cứu sâu hơn về Mặt Trăng và không gian giữa Trái Đất và Mặt Trăng, để thu được ảnh màu của Trái Đất và Mặt Trăng từ những khoảng cách khác nhau, và để bay thử nghiệm các hệ thống tàu vũ trụ. Ảnh Trái Đất được chụp vào ngày 9 tháng 8 năm 1969. Ngày 11 tháng 8 năm 1969, phi thuyền bay qua Mặt Trăng ở khoảng cách 1984,6 km và tiến hành hai buổi chụp hình. Zond 7 đã trở lại bầu khí quyển của Trái Đất vào ngày 14 tháng 8 năm 1969, và đã hạ cánh mềm thành công ở một khu vực định sẵn phía nam Kustanai, Kazakhstan.
Giống như các tàu vũ trụ Zond bay sát Mặt Trăng khác, Zond 7 sử dụng một kỹ thuật tương đối không phổ biến được gọi là bỏ qua việc tái nhập vào bầu khí quyển để giảm vận tốc khi trở về Trái Đất. Trong tất cả các tàu vũ trụ của chương trình Zond, Zond 7 là tàu vũ trụ đầu tiên thực hiện chuyến bay an toàn cho một phi hành đoàn.
Phần còn lại của Zond 7 khi trở lại Trái Đất được trưng bày tại cơ sở Orevo của Đại học Bauman ở Dmitrov, Nga.

## Zond 7

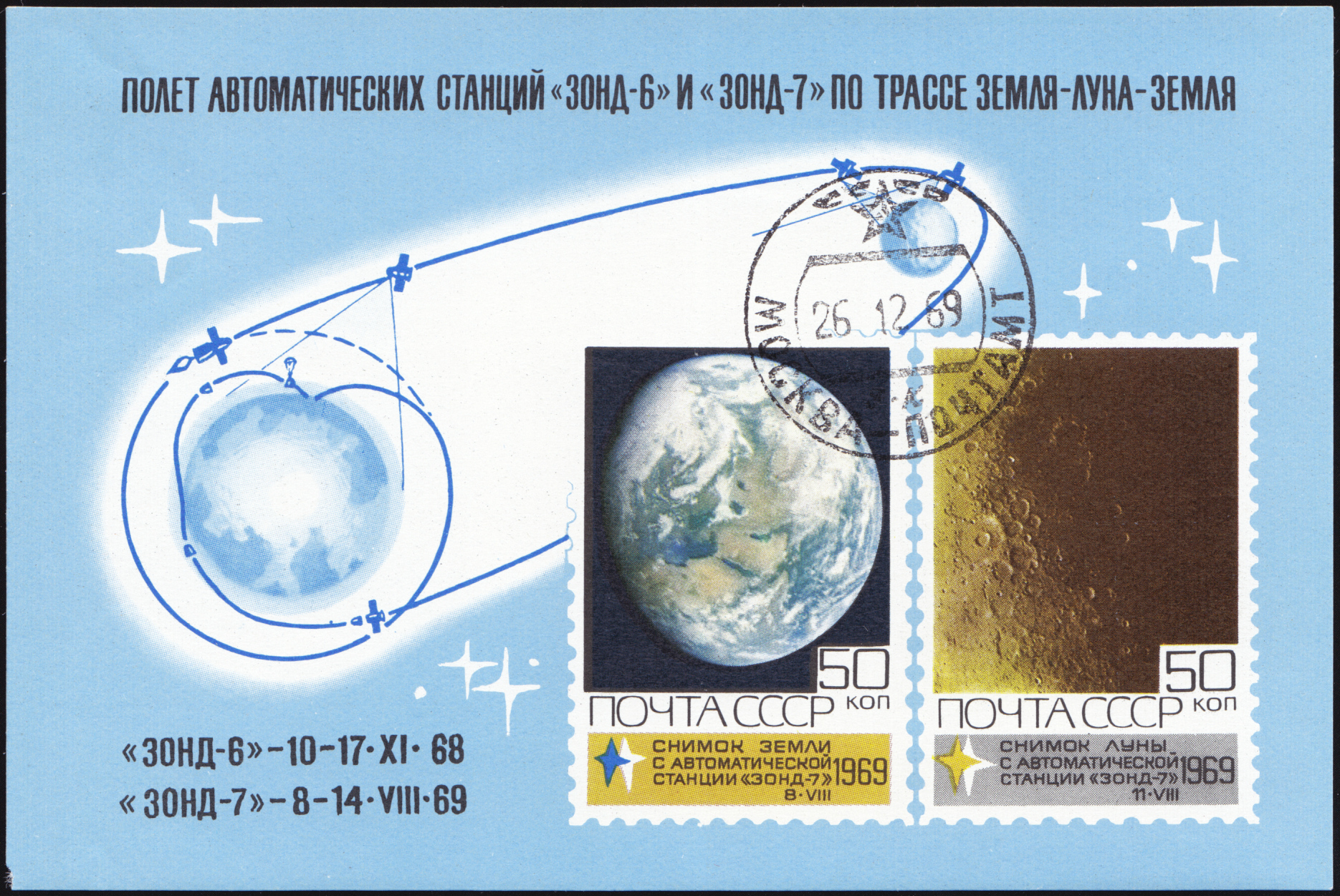
Quỹ đạo của Zond 7, ảnh chụp Trái Đất và Mặt Trăng trên một khối bưu chính của Liên Xô, 1969
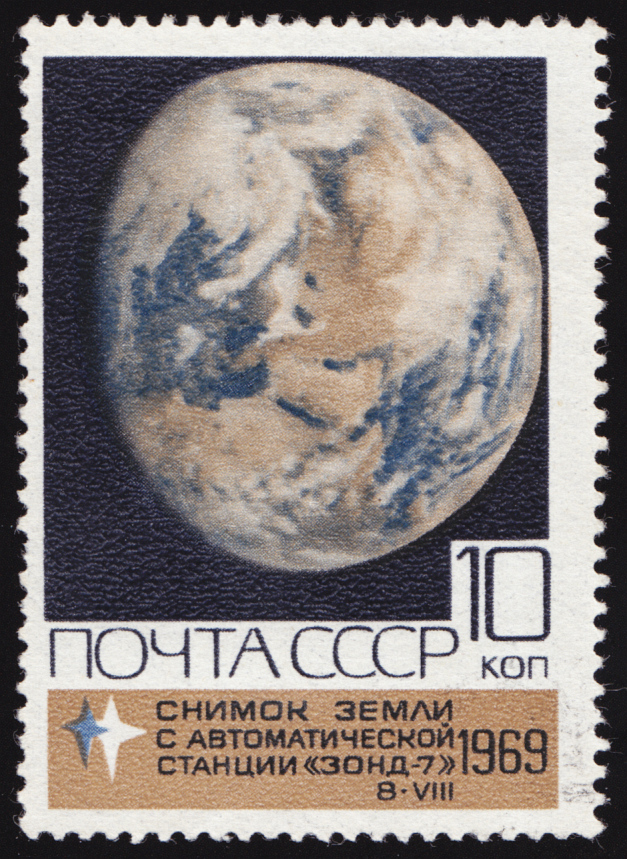
Hình ảnh Trái Đất trên tem bưu chính Liên Xô năm 1969